# تكوين الأجسام
تكوبن الأجسام هي فرضية تقترح أن جزيئات معينة مثل بولينيفول النبات، والتي تشير إلى الإجهاد في النباتات، يمكن أن يكون لها تأثير طويل الأمد على المستهلكين للنباتات (أي الثدييات ) وتدرس تلك العلاقة. تم استخدامه لأول مرة في بحث «الجزيئات الصغيرة التي تنظم العمر: دليل لتكوين الأجسام»  بواسطة ديفيد سينكلير وزملائه من كلية الطب بجامعة هارفارد .
إذا كانت النباتات التي يأكلها الحيوان تحت الضغط، فقد يشير محتواها المتزايد من مادة البوليفينول إلى ظروف مجاعة قادمة. قد يكون من المفيد للحيوان أن يبدأ في التفاعل - بمعنى أن يبدأ في الاحتماء للاستعداد للأوقات العجاف القادمة. الآثار التي لاحظها الباحثون من ريسفيراترول قد تكون مجرد استجابة. 